# Bildstock mit Pietà (Amrichshausen)

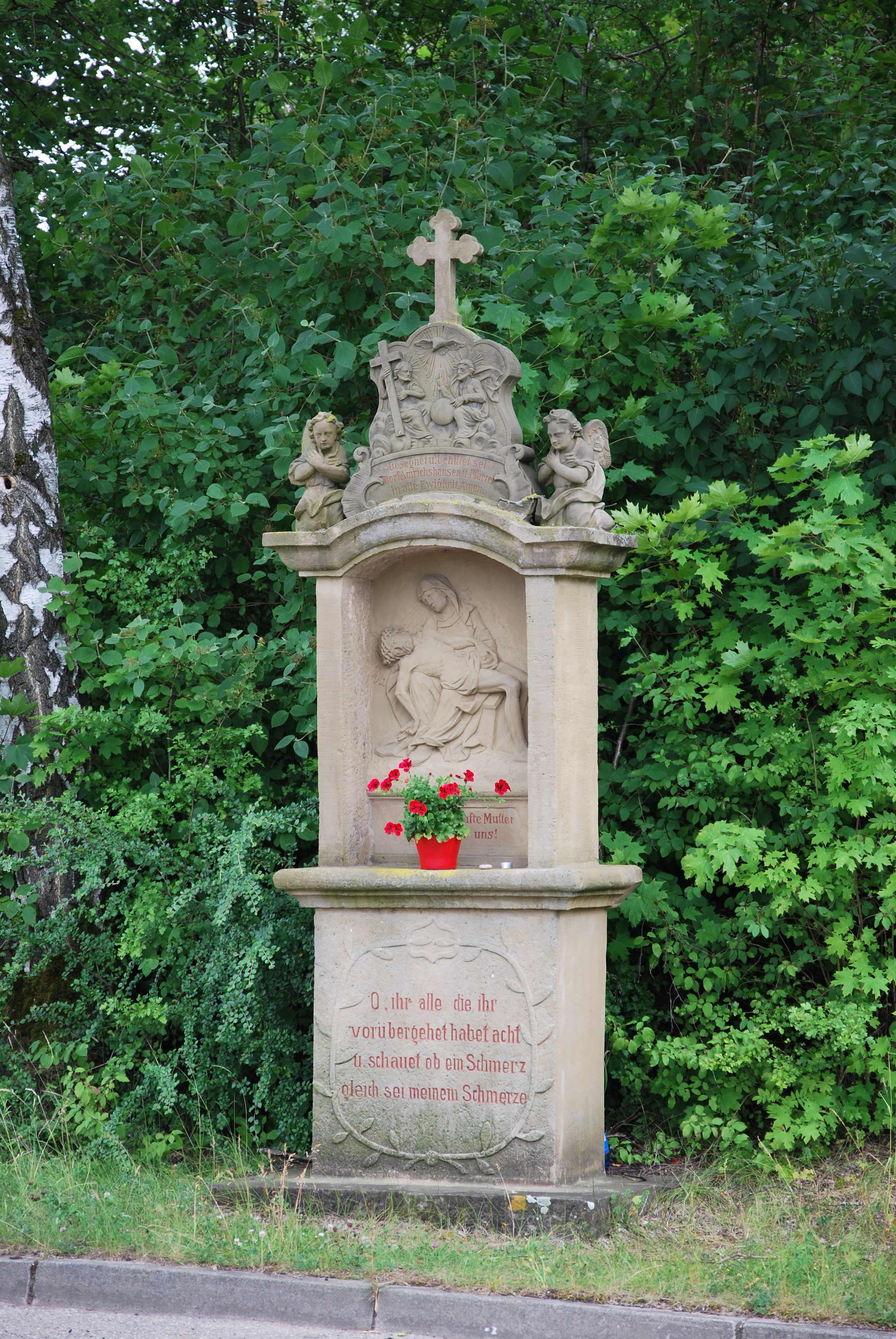
Bildstock in Amrichshausen

Der Bildstock mit Pietà in Amrichshausen, einem Stadtteil von Künzelsau im baden-württembergischen Hohenlohekreis, steht am Betzenweg.
Der Bildstock besteht aus einem Inschriftensockel mit Pietà-Relief in der Bildnische und Dreifaltigkeits-Relief als Bekrönung.

Die Inschrift auf dem Sockel lautet: 

„O Ihr alle, die ihr

vorübergehet habet acht

u. schauet ob ein Schmerz

gleich sei meinem Schmerze“

Die Inschrift unter dem Dreifaltigkeits-Relief lautet: 

„Gesegnet u. behütet sei

Dorf Amrichshausen u. Pfarrei

in alle Ewigkeit. Amen.“